# Harlem Gospel Choir
L'Harlem Gospel Choir è un coro di musica gospel statunitense di oltre 40 elementi fondato nel 1986 nel quartiere di Harlem, New York.
Il coro è stato fondato ed è diretto da Allen Bailey, in occasione del compleanno dell'attivista, politico e pastore protestante Martin Luther King. Nel 2022 alcuni membri del coro hanno partecipato al Festival di Sanremo con il brano Domenica, in collaborazione con Achille Lauro.

## Formazione
L'Harlem Gospel Choir ha ad oggi un ensemble di oltre 40 coristi, di età compresa tra i 21 e 51 anni, tra soprani, contralti, tenori e baritoni.
L'Harlem Gospel Choir è annualmente in tournée mondiale; è stato il primo coro gospel statunitense ad esibirsi in Australia, Nuova Zelanda, Cina, Russia, Polonia, Lituania, Lettonia, Estonia, Repubblica Ceca, Serbia, Slovenia, Slovacchia, Samoa, Thailandia, Birmania e Marocco. A causa della forte richiesta di tournée internazionali, il coro ha formato due compagnie di tournée internazionali per viaggiare in Europa ogni inverno e mantiene una compagnia fissa con sede a New York tutto l'anno.

### Collaborazioni internazionali
Il coro ha collaborato con Andre Rieu, Achille Lauro, Ben Harper, Bono, Diana Ross, Elton John, Keith Richards, Pharrell Williams, Gorillaz, The Chieftains, Whoopi Goldberg, Harry Belafonte, Danny Glover, Jimmy Cliff, Lyle Lovett, Lisa Marie Presley, Jessica Simpson, Josh Groban, Trace Adkins, American Authors, Nile Rodgers, Judy Collins e Volbeat.

## Filantropia
Il coro collabora annualmente con la Onlus Operation Smile, donando tutti i proventi dei concerti per la vendita dei braccialetti in beneficenza per la nobile causa.

## Programmi televisivi
- Good Morning America
- Top Chef: New York
- The Colbert Report
- The Late Show with Stephen Colbert
- Festival di Sanremo 2022